# Obchodní cestující

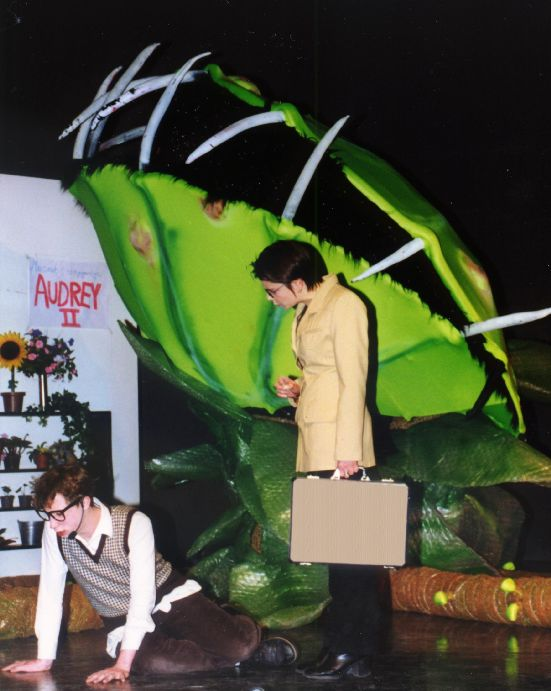
Ztvárnění obchodního cestujícího v divadelní hře

Obchodní cestující nebo také obchodní zástupce je pracovník firmy, zabývající se prodejem zboží nebo služeb, který má na starost péči o nové i stávající zákazníky z obchodního hlediska, a to zpravidla formou návštěv na pracovišti zákazníků.
Úkolem obchodního cestujícího je tvořit obrat prodejem firemních produktů, k čemuž využívá zpravidla služební automobil, mobilní telefon a notebook, je-li potřeba. Zpravidla má obchodní cestující na starost určitou část země (region), jako například Střední Čechy nebo Prahu, či celou Českou republiku. Jiná, méně častá alternativa je rozdělení dle produktů, kdy každý obchodní zástupce obstarává potenciální zákazníky pro svůj produkt, na který se specializuje (produktový manažer).

## Cíle
Cílem obchodního cestujícího je, díky osobnímu přístupu, navázat dobrý vztah s největším počtem zákazníků, kteří následně odebírají jeho produkty ve větším množství a pravidelnějším intervalu. Drtivá většina obchodních cestujících má také od svého zaměstnavatele stanovený limit obratu, který musí dosáhnout za určité období (měsíc, rok).
Přesažení nebo naopak nedosažení tohoto limitu za stanovený čas se zpravidla projevuje na osobním ohodnocení obchodního cestujícího.

## Podobné funkce

### Produktový manažer / specialista
Jde zpravidla o člověka specializujícího se na určitou sortu produktů, na kterou je řádně proškolen a dokáže zákazníkovi lépe poradit, než obchodní cestující, který má záběr na celý sortiment firmy. Tato pozice je většinou spřažena spolu s obchodním referentem a produktový manažer / specialista navštěvuje zákazníky až na doporučení obchodního referenta.

### Obchodní referent
Jde rovněž o pozici, na níž dotyčný navštěvuje zákazníky za pomoci firemních prostředků za účelem prezentace společnosti (např. katalog produktů). Jde-li o složitější produkt, referent zpravidla předává kontakt na zákazníka specialistovi, který následně přebírá péči o daný obchodní případ.

## Příklady
Typickým ztvárněním obchodního cestujícího je prodejce pojištění z 1. poloviny 20. století. Dnes se pod tímto termínem dá vyjádřit obchodní zástupce s mobilními telefony pro firemní zákazníky nebo cestující prodejce firmy zabývající se prodejem průmyslového zařízení.